# Stożne (Zielona Góra)
Stożne (niem. Stoschenhof) – część miasta i osiedle administracyjne Zielonej Góry.
Do 31 grudnia 2014 roku wieś w gminie Zielona Góra należąca do sołectwa Jany. 
W latach 1950–1975 miejscowość administracyjnie należała do tzw. dużego województwa zielonogórskiego, a w latach 1975–1998 do tzw. małego województwa zielonogórskiego.
Stożne znajduje się w centrum pradoliny Odry, na północny wschód od Jan, w płaskim terenie z licznymi rowami i strumieniami. Dający początek wsi folwark został zbudowany na polecenie Karola von Stosch, właściciela kisielińskiego majątku w 1826 roku, od którego pochodzi niemiecka nazwa miejscowości.